# E·C·勞高速公路
E·C·勞高速公路（英語：E. C. Row Expressway）是加拿大安大略省溫莎一條東西向市立高速公路，西起奧及布威園林路（Ojibway Parkway），東至班威爾道（Banwell Road），全長15.4（9.6英里），大致呈來回四線行車格局，以1951年-56年間出任克莱斯勒汽車公司加拿大分公司總裁的愛德華·查理斯·勞（Edward Charles Row）命名。此公路過去曾隸屬安大略2號和18號省道，但省政府於1997年取消其省道資格和編號並將之下降予溫莎市政府管理。介乎奧及布威園林路和曉倫教堂道（Huron Church Road）的路段仍被省政府編為7087號公路，但此編號不對外掛牌，而此路段仍不屬省政府管轄。
此公路為溫莎市的要道之一，但並不直接通往底特律河對岸的美國密芝根州底特律。駕駛人士需經曉倫教堂道通往大使橋，或經杜格爾大道（Dougall Avenue）通往底特律-溫莎隧道。省政府從2011年起將401號公路西延，當中介乎曉倫教堂道和奧及布威園林路的路段與E·C·勞高速公路平行，兩條公路日後將接駁橫跨底特律河的戈迪·豪國際大橋；屆時駕駛人士可從E·C·勞高速公路直通美加邊境。

## 走線
E·C·勞高速公路西端以交通燈與奧及布威園林路平交，自此往東以來回四線行車高速公路資格伸延。公路跨越馬徹特道（Matchette Road）後來回方向行車線之間的距離擴闊，以容納401號公路西延路段的行車線。兩條公路自此往東南偏東方向平行，並設匝道供E·C·勞高速公路西行方向車流通往401號公路西行線，以及401號公路東行方向車流通往E·C·勞高速公路東行線。兩條公路於曉倫教堂道分叉：401號公路往東南偏南方向伸展，而E·C·勞高速公路則往東北偏東方向延伸。公路此後途經溫莎市的市郊住宅區，在獲嘉道（Walker Road）以東則掠過溫莎國際機場和該市的工業區。公路在溫莎市東界與班威爾道以交通燈平交並告終，在此駁上雅息士縣22號縣道。公路沿線車速限制為每小時100公里。

## 歷史
溫莎市的土地規劃可追溯至新法蘭西時期，當時該帶瀕臨底特律河的農地大多劃成窄長條狀，以便更多地主可經水路運送物資。溫莎市往後的街道網亦依照此佈局發展，市内因此設有多條南北向通道，但貫穿全市的東西向通道則寥寥可數。此外，19世紀末和20世紀初數條鐵路開通至溫莎，在該帶的走向多為從南至北或從東南至西北以便直通底特律河河岸，為改善該帶的東西向交通帶來障礙。
到了1963年1月，市政府與省政府公路廳共同發表《溫莎地區交通研究報告》（Windsor Area Transportation Study），指出市内東西向要道匱乏為該市的主要交通問題之一。當局從1958年起已沿E·C·勞大道和第三基線（Third Concession，即底特律河以南的第三條主要東西向物業分界線）徵地，並計劃沿該走線興建一條來回兩線道路連接安大略18號公路和39號公路（1970年改編為2號公路）；上述研究報告發表後，當局將此道路項目升級為高速公路資格。省政府從1969年起著手規劃公路項目，當時計劃公路東起貝爾河鎮（Belle River）南部，掠過特坎瑟（Tecumseh）南界後貫穿溫莎市，之後往南經喇沙利鎮（LaSalle）伸延至阿默斯特堡（Amherstburg）；然而項目規模後來大為縮減，最終只剩下溫莎市以内的路段。
公路項目首階段於1970年展開，貫通介乎杜格爾大道和霍華德大道（Howard Avenue）之間被加拿大國家鐵路公司軌道分割的兩段E·C·勞大道。此階段工程於1975年完成，當局亦於翌年批出工程合約將新建的雙程分隔高速公路東延至獲嘉道。固有工程合約所覆蓋的路段於1980年完成，而介乎杜格爾大道和曉倫教堂道的路段亦隨之動工。到了1982年4月，公路的大部分路段已開通，從溫莎市西部的曉倫教堂道貫通至東部的洛宗園林路（Lauzon Parkway），在此以東則以來回合共雙線行車的準高速公路資格（Super Two）駁上固有的安大略2號省道。公路餘下路段的工程合約於1986年5月批出。
1990年代，執政安大略進步保守黨精簡省內行政架構，將部分原屬省府範疇的事務和設施下放予地方政府以節省省府的開支。由於E·C·勞高速公路主要供溫莎市内居民而非城際車流使用，安大略省運輸廳於1997年4月1日取消該公路的省道資格，並將之下放予溫莎市政府管轄。
為配合401號公路西延路段項目，省府從2011年起改建曉倫教堂道以西的一段E·C·勞高速公路，當中該段公路的東行線向南重置以便容納401號公路的行車線。工程於2015年11月21日完成。

## 出口列表
下列為E·C·勞高速公路沿線的出入口，排序從西至東。此公路全線坐落溫莎市以内，沿線出口不設編號。
| 公里                       | 目的地             | 附註                                               |
| -------------------------- | ------------------ | -------------------------------------------------- |
| 往南駁上奧及布威園林路（Ojibway Parkway） |                    |                                                    |
| 0.0                        | 奧及布威園林路（Ojibway Parkway） | 西端終點；交通燈平交路口                           |
| 0.6                        | 馬徹特道（Matchette Road）       | 西行出口及東行入口                                 |
|                            | 401號省道          | 西行出口及東行入口                                 |
| 2.7                        | 曉倫教堂道（Huron Church Road）     | 通往大使橋                                         |
| 4.2                        | 自治領大道（Dominion Boulevard）     |                                                    |
| 5.3                        | 杜格爾大道（Dougall Avenue）     |                                                    |
| 6.1                        | 霍華德大道（Howard Avenue）     |                                                    |
| 8.3                        | 獲嘉道（Walker Road）         | 西行出口及東行入口經中央大道匝道出入E·C·勞高速公路 |
| 9.3                        | 中央大道（Central Avenue）       |                                                    |
| 11.9                       | 傑佛遜大道（Jefferson Boulevard）     | 東行出口及西行入口                                 |
| 13.0                       | 洛宗園林路（Lauzon Parkway）     |                                                    |
| 15.4                       | 班威爾道（Banwell Road）       | 東端終點；交通燈平交路口                           |
| 往東駁上雅息士縣22號縣道   |                    |                                                    |